# Municipio de Washington (condado de Will)
El municipio de Washington (en inglés: Washington Township) es un municipio ubicado en el condado de Will en el estado estadounidense de Illinois. En el año 2010 tenía una población de 6263 habitantes y una densidad poblacional de 54,08 personas por km².

## Geografía
El municipio de Washington se encuentra ubicado en las coordenadas 41°20′32″N 87°35′56″O / 41.34222, -87.59889. Según la Oficina del Censo de los Estados Unidos, el municipio tiene una superficie total de 115.82 km², de la cual 115.8 km² corresponden a tierra firme y (0.01%) 0.01 km² es agua.

## Demografía
Según el censo de 2010, había 6263 personas residiendo en el municipio de Washington. La densidad de población era de 54,08 hab./km². De los 6263 habitantes, el municipio de Washington estaba compuesto por el 93.2% blancos, el 2.41% eran afroamericanos, el 0.29% eran amerindios, el 0.32% eran asiáticos, el 0.03% eran isleños del Pacífico, el 2.36% eran de otras razas y el 1.39% pertenecían a dos o más razas. Del total de la población el 6.87% eran hispanos o latinos de cualquier raza.